# Vivièrs (Arieja)
Vivièrs (en francès Viviès) és un municipi francès situat al departament de l'Arieja i a la regió d'Occitània.